# Festival Hypermondes
Hypermondes est un festival consacré aux mondes de l'imaginaire (science-fiction, fantasy, fantastique) en Nouvelle-Aquitaine. Il se déroule durant la troisième semaine du mois de septembre, dans la ville de Mérignac (France), depuis l'année 2021. Le festival est lauréat en 2025 du Grand prix de l'action culturelle de la  Société française des intérêts des auteurs de l’écrit (SOFIA), catégorie innovation.

## Historique
Le festival Hypermondes fut co-fondé par l'enseignante et chercheuse spécialiste de l'anticipation et de la science-fiction française Natacha Vas-Deyres, Fabrice Carré, informaticien et président de SO Games (association des professionnels du jeu vidéo en Nouvelle-Aquitaine) jusqu'en 2020, l'astrophysicien Franck Selsis, l'éditeur André-François Ruaud, et un collectif d'auteurs, de libraires, de professionnels de la communication et de chercheurs. 
Porté par l'association éponyme devenue d'intérêt général en 2025, il  tire son nom de la collection française de romans de science-fiction Les Hypermondes, aux éditions La Fenêtre ouverte (LFO), première collection de science-fiction en France mise en place et dirigée par Régis Messac.
Le festival se déroule sur trois jours et mêle tous les genres de l’imaginaire (science-fiction, fantasy, fantastique), ainsi que de nombreux médias (romans, bandes-dessinées, cinéma, jeux vidéo, séries). Il collabore étroitement avec les universités bordelaises,et l'institution de médiation scientifique Cap Sciences.

## Éditions
| Année | Thème    | Illustration affiche | Président ou présidente | Parrains ou marraines                   | Fréquentation    |
| ----- | -------- | -------------------- | ----------------------- | --------------------------------------- | ---------------- |
| 2021  | Robots   | Lionel Cazaux        | Natacha Vas-Deyres      | Pierre Bordage et Catherine Dufour      | 3 000 visiteurs  |
| 2022  | Utopies  | Lionel Cazaux        | Natacha Vas-Deyres      | Ellen Kushner et Serge Lehman           | 5 000 visiteurs  |
| 2023  | Monstres | Lionel Cazaux        | Natacha Vas-Deyres      | Audrey Dussutour et Marc Caro           | 8 000 visiteurs  |
| 2024  | Planètes | Lionel Cazaux        | Natacha Vas-Deyres      | Danielle Martinigol et Andreas Eschbach | 10 000 visiteurs |

Initialement prévue en juin 2020 mais reportée à cause de la pandémie de Covid-19, la première édition du Festival se tient en octobre 2021. Elle est présidée par la chercheuse Natacha Vas-Deyres et parrainée par les auteurs de science-fiction Pierre Bordage et Catherine Dufour.
La deuxième édition se tient en septembre 2022, sur le thème « Utopies », avec l'ambition de « relancer le moteur de futurs enviables grâce à l’inventivité des auteurs de l’imaginaire ». Elle est parrainée par les auteurs Ellen Kushner et Serge Lehman et donne lieu à 41 événements répartis à la médiathèque, au cinéma, dans les brasseries et sur la place Charles-de-Gaulle de Mérignac,. Parmi les invités, Jean-Pierre Dionnet, créateur du périodique Métal Hurlant. En 2023, le festival triple sa fréquentation avec plus de 8000 festivaliers et renforce son implantation sur la ville de Mérignac, permettant la venue d'auteurs internationaux comme Ellen Kushner, Luc Schuiten, Mike Carey, Alastair Reynolds, Marc Caro, Francesco Verso, Andreas Eschbach (2024) et de scientifiques renommés tels Audrey Dussutour, François Forget, Jean-Sébastien Steyer ou Roland Lehoucq (2024). L'édition 2024, consacrée aux "Planètes" dépasse la barre des 10 000 participants.

## Prix
Depuis 2024 le Festival Hypermondes accueille le Prix Actusf de l'Uchronie, auparavant remis aux Rencontres de l'imaginaire de Sèvres jusqu'en 2019,  ainsi que Le Prix SGDL - Yves et Ada Rémy des littératures de l'imaginaire, créée en 2024 et remis en partenariat avec la revue En attendant Nadeau avant que la cérémonie ne soit organisée à Mérignac en 2025.

## Anthologie
Une première anthologie, intitulée Hypermondes #01 Robots, est publiée en 2021 par Les Moutons électriques, éditeur bordelais. Elle regroupe des nouvelles écrites par des auteurs de science-fiction, des entretiens des textes d'archives (par Marthe Maldidier et Eando Binder) et des articles de vulgarisation universitaire sur le thème des automates, des robots et des intelligences artificielles,.
Une deuxième anthologie, intitulée Hypermondes #02 Utopies, est publiée en 2022 par Les Moutons électriques. Claire Duvivier, l'une des autrices sollicitées, obtient en 2023 le Grand prix de l'imaginaire de la nouvelle francophone pour son récit Histoire de la Ville d'Aurée.
La troisième anthologie, Hypermondes #3 Monstres, dirigée par Silène Edgar, Laurent Queyssi et Gauthier Guillemin,  paraît en septembre 2023 chez Moltinus.